# Samukawa-jinja

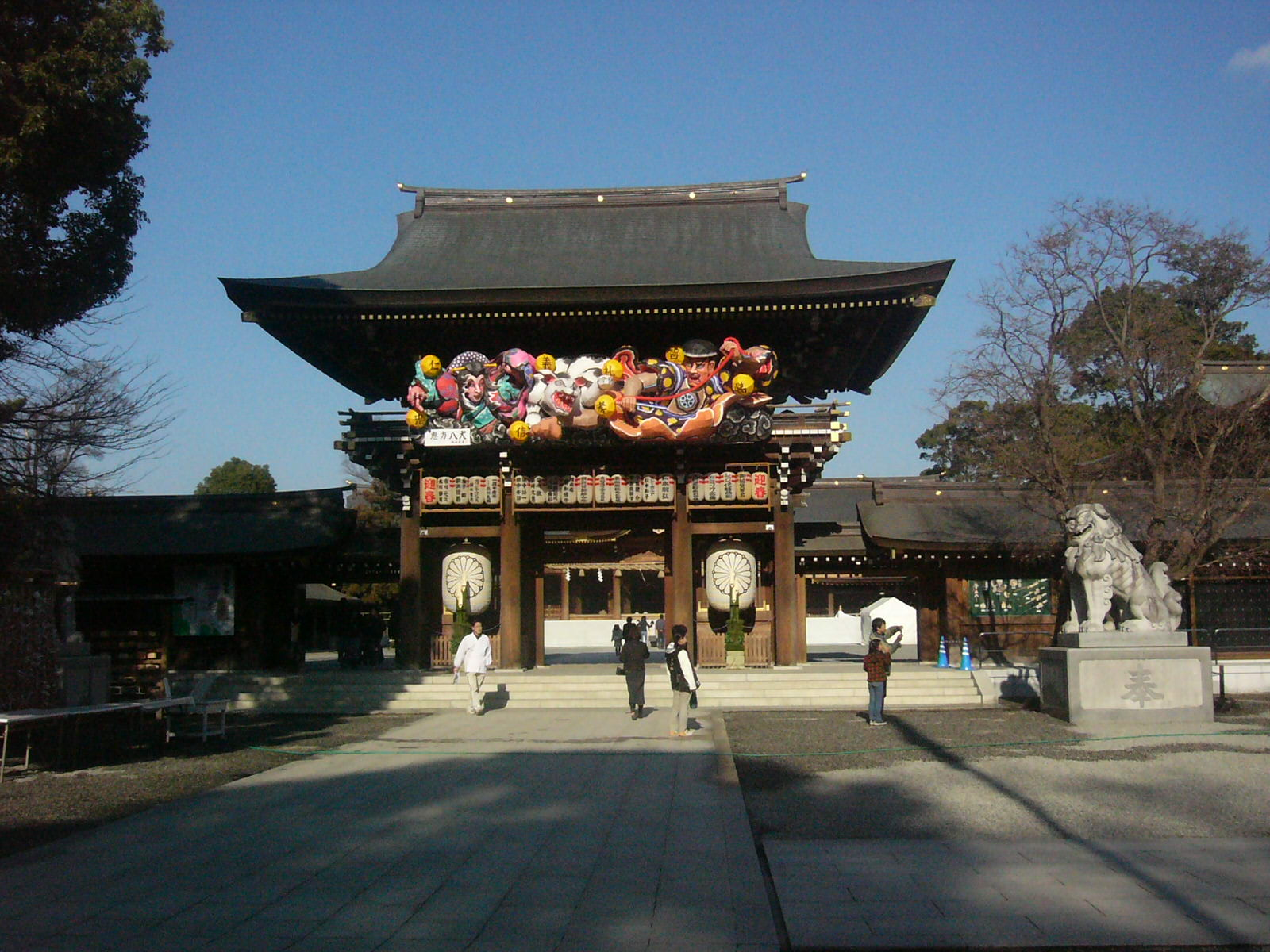
La porte principale.

Le Samukawa-jinja 寒川神社) est un sanctuaire shinto dans le quartier Samukawa du district Kōza-gun de Kanagawa, préfecture de Kanagawa au Japon. Le sanctuaire est situé sur la rive de la rivière Sagami, à environ huit kilomètres de son embouchure.
L'histoire exacte du Samukawa-jinja n'est pas précisément établie. Il est mentionné dans un document du Ve siècle en relation avec l'empereur Yūryaku. Des informations claires ne se trouvent que dans les grands documents juridiques datant du règne de l'empereur Daigo au Xe siècle. Durant cette partie de l'époque de Heian, le sanctuaire Samukawa est décrit comme l'ichi-no-miya (« premier sanctuaire ») de la province de Sagami. De 1871 jusqu'à 1946, le sanctuaire Sumakawa est officiellement désigné comme un des kokuhei chūsha (国幣中社), ce qui signifie qu'il est au deuxième rang des  sanctuaires nationaux importants.
De façon à se protéger, la salle principale est située vers le sud-est car dans cette direction se trouve le palais impérial de Tokio. Le bâtiment est amplement restauré en 1997, pour un coût de 5 milliards de yens  entièrement couvert par des dons. Les nouveaux toits de cuivre sont une autre approche du style architectural des Meiji-jingū. Le bâtiment principal se compose de quatre salles : la salle de culte extérieure, la salle de culte intérieure, la salle de prière et le sanctuaire (le honden), construit dans le style nagare-zukuri.
Les kamis Samukawa-hiko no mikoto (masculin) et Samukawa-hime no mikoto (féminin) sont vénérés au Samukawa-jinja. Les habitants l'appellent la paire « Samukawa daimyojin ». Selon des soupçons non confirmés, il s'agirait d'un couple de souverains du début de l'histoire du Japon car ils ne sont mentionnés ni dans le Kojiki ni dans le Nihonshoki.

## Festivals
Le principal matsuri (festival) du sanctuaire a lieu chaque année le 20 septembre, et présente des représentations de yabusame. Au cours du festival Setsubun en février, des personnages lumineux en papier sont suspendus à la porte principale dans un style similaire à celui du Aomori nebuta matsuri dans la préfecture d'Aomori.
Pendant les trois premiers jours du Nouvel An japonais, le sanctuaire accueille près de 500 000 visiteurs.